# Alfa Romeo F1
Alfa Romeo je momčad Formule 1.
Momčad se u Formuli 1 natjecala 9 sezona, od 1950. do 1951. i od 1979. do 1985. te od 2019.

## Formula 1

### Alfa Romeo kao momčad
1950.
U prvoj sezoni momčad je nastupala s modelom 158 iz 1937., koji je ime dobio po specifikacijama motora, 15 za obujam 1.5, 8 za 8 cilindara. Konfiguracije od 8 cilindara u nizu uz prednabijanje Rootsovim superpunjačem s tlakom prednabijanja od 1.21 bara, motor je proizvodio gotovo 200 konjskih snaga pri 7000 o/min te je težio samo 165 kg. Motor je za 1950. dodatno usavršen te je razvijao 350 konja pri 8600 o/min. Na prvoj utrci Formule 1 na Silverstoneu na VN Velike Britanije, momčad je nastupala s četiri vozača: Ninom Farinom, Juanom Manuelom Fangiom, Luigijem Fagiolijem i Regom Parnellom, koji su okupirali prva četiri startna mjesta. U utrci je odustao samo Fangio, a ostali su završili na pobjedničkom postolju s dva kruga prednosti u odnosu na najbližeg pratitelja. Pobijedio je Farina. Slično je bilo i u nastavku prvenstva. Alfini vozači su osvojili 6 od 7 utrka prvenstva, odnosno sve na kojima su sudjelovali, a zaostatak prvog pratitelja u bolidu drugog proizvođača se mogao mjeriti u krugovima ili minutama. Na VN Monaka je slavio Fangio s krugom prednosti ispred Alberta Ascarija u Ferrariju, dok su Farina i Fagioli odustali.
Jedina utrka na kojoj momčad nije nastupala te sezone bila je 500 milja Indianapolisa. Na četvrtoj utrci VN Švicarske, Fangio je drugi put u sezoni osvojio prvo startno mjesto ispred Farine i Fagiolija, dok je četvrtoplasirani Luigi Villoresi u Ferrariju imao zaostatak četiri sekunde za Argentincem. Fangio je poveo utrku, ali u sedmom krugu Farina preuzima vodstvo i na kraju pobjeđuje ispred Fagiolija. Fangio je odustao u 32. krugu zbog kvara motora. Na VN Belgije su Farina i Fangio odvozili identično vrijeme u kvalifikacijama 4:37.0, ali je pole position osvojio Talijan, jer je prvi odvezao navedeno vrijeme. No Farina je već na startu izgubio prvo mjesto od Fangija, da bi se u nastavku utrke u vodstvu izmijenjivali Farina, Fagioli, Raymond Sommer u Talbot Lagu, Farina te opet Fangio koji je na kraju i pobijedio. Iako je u kvalifikacijama za VN Francuske Fangio opet bio najbrži s 1,9 sekundi ispred Farine, Talijan je preuzeo vodstvo na samom startu. No u 15. krugu Fangio vraća vodstvo te na kraju pobjeđuje, dok Farina odustaje u 55. krugu zbog kvara pumpe goriva. Uoči posljednje utrke Fangio je bio vodeći s 26 bodova, Fagioli je imao 24 boda, dok je trećeplasirani Farina imao 22 boda. Na posljednjoj VN Italije u Monzi, Fangio je još jednom bio najbrži. Ovoga puta 0,1 sekundu ispred Alberta Ascarija u Ferrariju, dok je trećeplasirani Farina imao zaostatak od 1,8 sekundi, a peti na gridu Fagioli zaostatak od 5,7 sekundi. Farina je odmah na startu preuzeo vodstvo ispred Ascarija i Fangija. No u 21. krugu Ascari odustaje zbog problema s motorom. Na drugo mjesto potom dolazi Piero Taruffi ispred Fangija koji odustaje dva kruga kasnije zbog kvara mjenjača. Nakon odustajanja, Argentinac uzima bolid drugoplasiranog Taruffija, no ne zadugo. Samo devet krugova kasnije Fangio još jednom odustaje, ovaj put zbog kvara venitla. Iako se nakon drugog Fangiovog odustajanja trebalo odvoziti još 45 krugova, opasnosti za vodećeg Farinu do kraja utrke nije bilo. On je pobijedio s prednošću od preko minute, ispred Ascarija koji je u 47. krugu preuzeo bolid Dorina Serafinija, te osvojio svoj prvi i jedini naslov svjetskog prvaka Formule 1.   
Bodovi se tada nisu dodjeljivali konstruktorima, a da je to kojim slučajem bilo na snazi, Alfa Romeo bi sezonu završio uvjerljivo najbolji s 85 bodova, dok bi drugoplasirani Talbot Lago imao samo 19.
1951.
Za novu sezonu pripremljena je Alfa 159, redizajnirana i poboljšana verzija modela 158. Najveća razlika je bila uvođenje de Dionove stražnje osovine (prethodnik je imao tzv. swing axle). Motor je razvijao blizu 425 konja pri 9300 o/min (tlak prednabijanja tik ispod 3 bara), postao je žedniji, pa je bilo nužno povećati rezervoar.
1979.

1980.
1981.

2019.
U 2019. godini Alfa Romeo se vraća u Formulu 1.

## Rezultati u Formuli 1
| Godina                                                                                            | Puni naziv momčadi       | Šasija          | Motor                     | Gume | Vozači                  | Utrke      | Bodovi                                      | Poredak                                     |
| ------------------------------------------------------------------------------------------------- | ------------------------ | --------------- | ------------------------- | ---- | ----------------------- | ---------- | ------------------------------------------- | ------------------------------------------- |
| 1950.                                                                                             | SA Alfa Romeo            | Alfa Romeo 158  | Alfa Romeo 158 L8 c 1.5   | P    | Juan Manuel Fangio      | 1-2, 4-7   | Bodovi za konstruktore nisu se dodjelivali. | Bodovi za konstruktore nisu se dodjelivali. |
| 1950.                                                                                             | SA Alfa Romeo            | Alfa Romeo 158  | Alfa Romeo 158 L8 c 1.5   | P    | Giuseppe Farina         | 1-2, 4-7   | Bodovi za konstruktore nisu se dodjelivali. | Bodovi za konstruktore nisu se dodjelivali. |
| 1950.                                                                                             | SA Alfa Romeo            | Alfa Romeo 158  | Alfa Romeo 158 L8 c 1.5   | P    | Luigi Fagioli           | 1-2, 4-7   | Bodovi za konstruktore nisu se dodjelivali. | Bodovi za konstruktore nisu se dodjelivali. |
| 1950.                                                                                             | SA Alfa Romeo            | Alfa Romeo 158  | Alfa Romeo 158 L8 c 1.5   | P    | Reg Parnell             | 1          | Bodovi za konstruktore nisu se dodjelivali. | Bodovi za konstruktore nisu se dodjelivali. |
| 1950.                                                                                             | SA Alfa Romeo            | Alfa Romeo 158  | Alfa Romeo 158 L8 c 1.5   | P    | Consalvo Sanesi         | 7          | Bodovi za konstruktore nisu se dodjelivali. | Bodovi za konstruktore nisu se dodjelivali. |
| 1950.                                                                                             | SA Alfa Romeo            | Alfa Romeo 158  | Alfa Romeo 158 L8 c 1.5   | P    | Piero Taruffi           | 7          | Bodovi za konstruktore nisu se dodjelivali. | Bodovi za konstruktore nisu se dodjelivali. |
| 1951.                                                                                             | SA Alfa Romeo            | Alfa Romeo 159  | Alfa Romeo 158 L8 c 1.5   | P    | Giuseppe Farina         | 1, 3-8     | Bodovi za konstruktore nisu se dodjelivali. | Bodovi za konstruktore nisu se dodjelivali. |
| 1951.                                                                                             | SA Alfa Romeo            | Alfa Romeo 159  | Alfa Romeo 158 L8 c 1.5   | P    | Juan Manuel Fangio      | 1, 3-8     | Bodovi za konstruktore nisu se dodjelivali. | Bodovi za konstruktore nisu se dodjelivali. |
| 1951.                                                                                             | SA Alfa Romeo            | Alfa Romeo 159  | Alfa Romeo 158 L8 c 1.5   | P    | Emmanuel de Graffenried | 1, 7-8     | Bodovi za konstruktore nisu se dodjelivali. | Bodovi za konstruktore nisu se dodjelivali. |
| 1951.                                                                                             | SA Alfa Romeo            | Alfa Romeo 159  | Alfa Romeo 158 L8 c 1.5   | P    | Consalvo Sanesi         | 1, 3-5     | Bodovi za konstruktore nisu se dodjelivali. | Bodovi za konstruktore nisu se dodjelivali. |
| 1951.                                                                                             | SA Alfa Romeo            | Alfa Romeo 159  | Alfa Romeo 158 L8 c 1.5   | P    | Luigi Fagioli           | 4          | Bodovi za konstruktore nisu se dodjelivali. | Bodovi za konstruktore nisu se dodjelivali. |
| 1951.                                                                                             | SA Alfa Romeo            | Alfa Romeo 159  | Alfa Romeo 158 L8 c 1.5   | P    | Felice Bonetto          | 5-8        | Bodovi za konstruktore nisu se dodjelivali. | Bodovi za konstruktore nisu se dodjelivali. |
| 1951.                                                                                             | SA Alfa Romeo            | Alfa Romeo 159  | Alfa Romeo 158 L8 c 1.5   | P    | Paul Pietsch            | 6          | Bodovi za konstruktore nisu se dodjelivali. | Bodovi za konstruktore nisu se dodjelivali. |
| Od 1952.-1978.g. Alfa Romeo se nije natjecao kao konstruktor.                                     |                          |                 |                           |      |                         |            |                                             |                                             |
| 1979.                                                                                             | Autodelta                | Alfa Romeo 177  | Alfa Romeo 115-12 F12 3.0 | G    | Bruno Giacomelli        | 6, 8       | -                                           | -                                           |
| 1979.                                                                                             | Autodelta                | Alfa Romeo 177  | Alfa Romeo 115-12 F12 3.0 | G    | Vittorio Brambilla      | 13         | -                                           | -                                           |
| 1979.                                                                                             | Autodelta                | Alfa Romeo 179  | Alfa Romeo 1260 V12 3.0   | G    | Bruno Giacomelli        | 13, 15     | -                                           | -                                           |
| 1979.                                                                                             | Autodelta                | Alfa Romeo 179  | Alfa Romeo 1260 V12 3.0   | G    | Vittorio Brambilla      | 14         | -                                           | -                                           |
| 1980.                                                                                             | Marlboro Team Alfa Romeo | Alfa Romeo 179  | Alfa Romeo 1260 V12 3.0   | G    | Patrick Depailler       | 1-8        | 4                                           | 11.                                         |
| 1980.                                                                                             | Marlboro Team Alfa Romeo | Alfa Romeo 179  | Alfa Romeo 1260 V12 3.0   | G    | Vittorio Brambilla      | 11-12      | 4                                           | 11.                                         |
| 1980.                                                                                             | Marlboro Team Alfa Romeo | Alfa Romeo 179  | Alfa Romeo 1260 V12 3.0   | G    | Andrea de Cesaris       | 13-14      | 4                                           | 11.                                         |
| 1980.                                                                                             | Marlboro Team Alfa Romeo | Alfa Romeo 179  | Alfa Romeo 1260 V12 3.0   | G    | Bruno Giacomelli        | Sve        | 4                                           | 11.                                         |
| 1981.                                                                                             | Marlboro Team Alfa Romeo | Alfa Romeo 179C | Alfa Romeo 1260 V12 3.0   | M    | Mario Andretti          | 1-9        | 10                                          | 9.                                          |
| 1981.                                                                                             | Marlboro Team Alfa Romeo | Alfa Romeo 179C | Alfa Romeo 1260 V12 3.0   | M    | Bruno Giacomelli        | 1-9, 12-15 | 10                                          | 9.                                          |
| 1981.                                                                                             | Marlboro Team Alfa Romeo | Alfa Romeo 179D | Alfa Romeo 1260 V12 3.0   | M    | Mario Andretti          | 10-15      | 10                                          | 9.                                          |
| 1981.                                                                                             | Marlboro Team Alfa Romeo | Alfa Romeo 179D | Alfa Romeo 1260 V12 3.0   | M    | Bruno Giacomelli        | 10-11      | 10                                          | 9.                                          |
| 1982.                                                                                             | Marlboro Team Alfa Romeo | Alfa Romeo 179D | Alfa Romeo 1260 V12 3.0   | M    | Andrea de Cesaris       | 1          | 7                                           | 10.                                         |
| 1982.                                                                                             | Marlboro Team Alfa Romeo | Alfa Romeo 179D | Alfa Romeo 1260 V12 3.0   | M    | Bruno Giacomelli        | 1          | 7                                           | 10.                                         |
| 1982.                                                                                             | Marlboro Team Alfa Romeo | Alfa Romeo 182  | Alfa Romeo 1260 V12 3.0   | M    | Andrea de Cesaris       | 2-16       | 7                                           | 10.                                         |
| 1982.                                                                                             | Marlboro Team Alfa Romeo | Alfa Romeo 182  | Alfa Romeo 1260 V12 3.0   | M    | Bruno Giacomelli        | 2-16       | 7                                           | 10.                                         |
| 1983.                                                                                             | Marlboro Team Alfa Romeo | Alfa Romeo 183T | Alfa Romeo 890T V8 t 1.5  | M    | Andrea de Cesaris       | 2-15       | 18                                          | 6.                                          |
| 1983.                                                                                             | Marlboro Team Alfa Romeo | Alfa Romeo 183T | Alfa Romeo 890T V8 t 1.5  | M    | Mauro Baldi             | Sve        | 18                                          | 6.                                          |
| 1984.                                                                                             | Benetton Team Alfa Romeo | Alfa Romeo 184T | Alfa Romeo 890T V8 t 1.5  | G    | Riccardo Patrese        | Sve        | 11                                          | 8.                                          |
| 1984.                                                                                             | Benetton Team Alfa Romeo | Alfa Romeo 184T | Alfa Romeo 890T V8 t 1.5  | G    | Eddie Cheever           | 1-5, 7-16  | 11                                          | 8.                                          |
| 1985.                                                                                             | Benetton Team Alfa Romeo | Alfa Romeo 185T | Alfa Romeo 890T V8 t 1.5  | G    | Riccardo Patrese        | 1-8        | -                                           | -                                           |
| 1985.                                                                                             | Benetton Team Alfa Romeo | Alfa Romeo 185T | Alfa Romeo 890T V8 t 1.5  | G    | Eddie Cheever           | 1-7        | -                                           | -                                           |
| 1985.                                                                                             | Benetton Team Alfa Romeo | Alfa Romeo 184T | Alfa Romeo 890T V8 t 1.5  | G    | Riccardo Patrese        | 9-16       | -                                           | -                                           |
| 1985.                                                                                             | Benetton Team Alfa Romeo | Alfa Romeo 184T | Alfa Romeo 890T V8 t 1.5  | G    | Eddie Cheever           | 8-16       | -                                           | -                                           |
| Od 1986.-2018.g. Alfa Romeo se nije natjecao kao konstruktor. Od 2019.g. preuzimaju momčad Sauber |                          |                 |                           |      |                         |            |                                             |                                             |
| 2019.                                                                                             | Alfa Romeo Racing        | Alfa Romeo C38  | Ferrari 064 V6 t h 1.6    | P    | Kimi Räikkönen          | Sve        | 57                                          | 8.                                          |
| 2019.                                                                                             | Alfa Romeo Racing        | Alfa Romeo C38  | Ferrari 064 V6 t h 1.6    | P    | Antonio Giovinazzi      | Sve        | 57                                          | 8.                                          |
| 2020.                                                                                             | Alfa Romeo Racing Orlen  | Alfa Romeo C39  | Ferrari 065 V6 t h 1.6    | P    | Kimi Räikkönen          |            |                                             |                                             |
| 2020.                                                                                             | Alfa Romeo Racing Orlen  | Alfa Romeo C39  | Ferrari 065 V6 t h 1.6    | P    | Antonio Giovinazzi      |            |                                             |                                             |